# بوسولفان
بوسولفان (به انگلیسی: Busulfan) دارویی است که از موارد استعمال آن لوسمی میلوئید (برای تخفیف علائم خونی) است.

## ملاحظات
دارو باید در بیماران بستری تجویز گردد تا شمارش کامل گلبول‌ها به‌طور منظم انجام گیرد. مصرف این دارو در دوران بارداری مطلقاً ممنوع است.